# Texas Tennis Open 2011
Texas Tennis Open 2011 — тенісний турнір, що проходив на відкритих кортах з твердим покриттям. Це був перший за ліком турнір. Належав до серії International у рамках Туру WTA 2011. Відбувся в Далласі (США).

## Учасниці

### Сіяні учасниці
| Країна     | Гравчиня           | Рейтинг1 | Сіяна |
| ---------- | ------------------ | -------- | ----- |
| КНР        | Пен Шуай           | 15       | 1     |
| Словаччина | Домініка Цібулкова | 16       | 2     |
| Німеччина  | Юлія Гергес        | 20       | 3     |
| Бельгія    | Яніна Вікмаєр      | 21       | 4     |
| Німеччина  | Сабіне Лісіцкі     | 22       | 5     |
| Ізраїль    | Шахар Пеєр         | 24       | 6     |
| Австралія  | Ярміла Ґайдошова   | 30       | 7     |
| Румунія    | Ірина-Камелія Бегу | 46       | 8     |

- 1 Рейтинг подано станом на 15 серпня 2011.

### Інші учасниці
Нижче подано учасниць, що отримали вайлд-кард на вихід в основну сітку
- Ірина Фалконі
- Мелані Уден
- Шахар Пеєр

Нижче наведено гравчинь, які пробились в основну сітку через стадію кваліфікації:
- Катерина Бондаренко
- Анджелік Кербер
- Араван Резаї
- Шанелль Схеперс

Гравчиня, що потрапила в основну сітку як щасливий лузер:
- Акгуль Аманмурадова

## Переможниці та фіналістки

### Одиночний розряд
Сабіне Лісіцкі —  Араван Резаї, 6–2, 6–1
- Для Лісіцкі це був 2-й титул за сезон і 3-й - за кар'єру.

### Парний розряд
Альберта Бріанті /  Сорана Кирстя —  Алізе Корне /  Полін Пармантьє, 7–5, 6–3